# Marnix Van Damme
Marnix Van Damme (1954) is kamervoorzitter in de Raad van State en buitengewoon hoogleraar aan de Vrije Universiteit Brussel.

## Levensloop
Na zijn promotie tot doctor in de rechten (1984) aan de universiteit van Gent werd hij aan diezelfde universiteit voltijds assistent in de sector van het publiekrecht (1984-1985). Hij doctoreerde er over het gebruik van de typologie bij de beschrijving van constitutionele en politieke systemen.
Hij stapte over naar de VUB en werd er deeltijds docent (1988), hoofddocent (1992), voorzitter van de vakgroep Staats- en Bestuursrecht (1998), hoogleraar (1999) en buitengewoon hoogleraar (2005). Hij doceert "Rechtsbescherming tegenover de overheid" (geschillen van bestuur), "Grondwettelijk recht", "Wetgevingsleer en -techniek" en "Vergelijkend bestuursrecht". Hij is er tevens voorzitter van de Vakgroep Staats- en Bestuursrecht.
Hij doorliep tevens een carrière bij de Raad van State: auditeur (1986), staatsraad (1992) en kamervoorzitter (2000), in de afdeling wetgeving. Hij werd bestuurder van het Interuniversitair Centrum voor Wetgeving.
Sinds 1 september 1998 is hij lid van de redactie van het Rechtskundig Weekblad.
Hij werd door federaal minister van financiën Didier Reynders benoemd als een van de 12 leden die zetelen in de raad van toezicht van de Commissie voor het Bank-, Financie- en Assurantiewezen (CBFA). De CBFA treedt sinds 1 januari 2004 op als toezichthouder van de Belgische financiële sector. Ze ontstond door de opslorping van de Controledienst voor de Verzekeringen (CDV) door de Commissie voor het Bank -en Financiewezen (CBF).
In 2009 werd hij lid van de Koninklijke Vlaamse Academie van België voor Wetenschappen en Kunsten.

## Eretekens
- België: Grootofficier in de Leopoldsorde

, KB van 19 juni 2015.

## Publicaties
Zijn publicaties hebben in hoofdzaak betrekking op het bestuursrecht (hij is onder meer coauteur van het handboek van prof. Mast Overzicht van het Belgisch Administratief Recht) en op de techniek en de kwaliteit van de regelgeving.
- Adel. Gent/Leuven, 1982.